# Fruits Basket
Fruits Basket (フルーツバスケット Furūtsu Basuketto) hay còn được gọi tắt Furuba hay Fruba (フルバ), là một series shōjo manga được viết và minh họa bởi Takaya Natsuki. Ban đầu được đăng tải trên tạp chí bán nguyện san Hana to Yume, xuất bản bởi Hakusensha ở Nhật Bản từ năm 1998 đến 2006. Tựa series lấy nguồn cảm hứng từ một trò chơi phổ biến cùng tên của trẻ em tiểu học Nhật Bản, cũng được đề cập đến trong phim.
Fruits Basket kể câu chuyện về cô gái mồ côi Honda Tōru vô tình gặp ba người nhà Sōma: Yuki, Kyo và Shigure; sau đó biết được mười ba thành viên của dòng họ Soma phải chịu lời nguyền Thập Nhi Chi (十二支 Jūni-shi, 12 con giáp): họ sẽ biến thành các con vật đại diện cho con giáp của mình mỗi khi ốm, căng thẳng hay có người khác giới mà không phải thành viên con giáp chạm vào cơ thể. Tōru dần khám phá được sự khó khăn và nỗi đau mà các thành viên gia tộc Sōma đang gánh chịu, bằng sự tốt bụng và tình cảm của mình, cô đã giúp hàn gắn vết thương tâm hồn mỗi người. Trong quá trình đó, cô cũng dần hiểu được cảm xúc thật của mình và tình cảm của những người xung quanh dành cho cô.
Takaya xuất bản bộ manga hậu truyện Fruits Basket Another vào tháng 9 năm 2015, và một bộ spin-off The Three Musketeers Arc vào tháng 4 năm 2019. Series đã được chuyển thành 26 tập anime năm 2001, đạo diễn bởi Daichi Akitaro. Anime chuyển thể mới sau này do TMS Entertainment sản xuất và đạo diễn bởi Ibata Yoshihide bắt đầu khỏi chiếu từ tháng 4 năm 2019, với mùa đầu tiên phát sóng từ tháng 4 đến tháng 9 năm 2019, mùa thứ 2 chiếu trong cùng khoảng thời gian 1 năm sau đó, và phần cuối chiếu từ tháng 4 đến tháng 6 năm 2021. Phiên bản làm lại này là sự hợp tác sản xuất cùng Funimation, hãng phim đã công chiếu bộ anime thông qua đối tác Crunchyroll.
Tại Việt Nam, series gốc đầu tiên từng được Công ty Cổ phần Truyền thông Trí Việt (TVM Corp.) mua bản quyền và phát sóng trên kênh HTV3 dưới tựa Hoá giải lời nguyền.
Một phim anime điện ảnh với tựa Fruits Basket -prelude- được khởi chiếu tại các rạp phim Nhật Bản vào tháng 2 năm 2022.

## Cốt truyện
Sau khi mẹ mình mất trong một tai nạn giao thông, nữ sinh trung học Honda Tōru đã chuyển đến sống cùng nhà ông ngoại mình. Vì lý do sửa nhà đồng thời vì sự phản đối và vô cảm của các thành viên khác trong gia đình, cô đã quyết định tạm dọn ra ở riêng. Tōru cũng từ chối lời mời tới ở cùng từ hai cô bạn thân vì không muốn làm phiền họ. Vì không còn nơi nào khác để đi, Tōru đã dựng một căn lều ở trong rừng để tá túc.
Tuy nhiên, khi phát hiện căn nhà ở gần đó (cùng cả khu rừng) thuộc về cậu bạn cùng lớp nổi tiếng Soma Yuki và anh họ cậu là Shigure, đồng thời một trận lở đất đã vùi lấp căn lều của mình, Tōru đã chuyển đến ở cùng nhà Soma; ngay trong ngày đầu dọn đến, cô gặp gỡ Kyo, họ hàng với mái tóc cam đặc trưng của Yuki và Shigure, người đã phá thủng trần để vào nhà và thách đấu Yuki.
Tōru cố ngăn cản, và - vô tình ngã vào người Kyo - khiến cậu biến thành một con mèo ngay trước mặt mình, khám phá lời nguyền của gia tộc Soma; rằng mười hai thành viên của dòng họ, trừ Kyo, bị ám bởi một trong 12 con giáp (十二支 Jūnishi), và biến thành các con vật đại diện cho con giáp của mình mỗi khi ốm, căng thẳng hay có người khác giới mà không phải thành viên con giáp chạm vào cơ thể.
Khi biết về bí mật của gia đình Soma, Tōru hứa sẽ không tiết lộ với người ngoài, nhờ đó được phép tiếp tục ở lại với họ. Mặc dù lời nguyền nhà Soma sâu thẳm và u tối hơn rất nhiều những gì cô nghĩ ban đầu, sự hiện diện của Tōru cùng cách cô thừa nhận bản chất của từng người trở thành nguồn động viên lớn cho các thành viên con giáp. Cô quyết tâm tìm cách phá giải lời nguyền và gặp gỡ các con giáp khác trong hành trình đó, bao gồm cả người đứng đầu của dòng họ, Akito, người mang vai trò vị "Thần" trung tâm câu chuyện trong truyền thuyết, đồng thời là người giữ và trói buộc các con giáp lại với mình.

## Nhân vật
Honda Tōru (本田 透)
Nhân vật chính của câu chuyện, là một cô gái rất lạc quan và yêu đời dù đôi lúc hơi ngốc. Cho dù mất mẹ nhưng cô vẫn kiên cường sống tiếp và đi làm thêm kiếm tiền trang trải học phí. Hồi đầu Tōru ở với ông nội, nhưng về sau được ông cho phép, cô bé chuyển về gia đình Shigure. Sở thích: Làm việc nhà, chăm sóc người thân, nắm cơm (biểu tượng của Tōru cũng là cơm nắm). Với bất cứ ai, nam hay nữ, già hay trẻ, giàu hay nghèo, cô đều tỏ ra thân thiện và lịch sự. Mọi người ở bên cạnh cô luôn cảm thấy dễ chịu và hạnh phúc.
Tên của Tōru do người bố Katsuya đặt cho, theo ông giải thích thì nó là "vị ngon ẩn giấu", như khi nêm một muỗng muối vào món gì đó quá ngọt, sẽ được một vị mới ngon tuyệt. Trong tiếng Nhật, Tōru nghĩa là vang vọng, ngân xa, thâm nhập.
Sōma Yuki (草摩 由希)
"Hoàng tử" Yuki có cả một câu lạc bộ hâm mộ ở trường, là kẻ thù của Kyo, đẹp trai, học giỏi và lịch sự, thậm chí đẹp đến mức trông như con gái. Cũng bởi về ngoài mỏng manh, Yuki thường thấy bất an và gặp vấn đề trong giao tiếp, không biết phải nói chuyện với người khác thế nào. Tuy nhiên, cậu luôn điềm tĩnh, tỉnh táo và rất lịch sự khi nói chuyện. Khi mới gặp Honda Tōru, cậu hết sức lịch thiệp và họ nhanh chóng trở thành bạn bè tốt. Khuyết điểm duy nhất của Yuki là nấu ăn dở tệ, sở thích của cậu là làm vườn. Nhân vật này được lồng tiếng bởi một nữ Seiyuu nên có giọng nói rất dễ thương. Cậu hầu như ngày nào cũng xung đột với Kyo, nhưng tận sâu thẳm trái tim, hai người ghen tỵ và ngưỡng mộ lẫn nhau. Từ nhỏ, Yuki đã bị bố mẹ "bán" cho gia tộc Sōma để lấy tiền trợ cấp. Yuki phải sống tách biệt với gia đình và các thành viên con giáp khác, bị Akito hành hạ và nhồi vào đầu những ý nghĩ tiêu cực. Vì vậy, cậu rất ghen tỵ và khao khát những điều Kyō có: Được bạn bè vây quanh, được sư phụ Sōma Kazuma yêu thương. Lúc mẹ của Kyō chết, Kyō đã đến cổng nhà Sōma và tình cờ gặp Yuki. Trong cơn tức giận, Kyō trừng mắt bảo rằng mọi người đều ghét chuột (ám chỉ Yuki), ai cũng mong con chuột không tồn tại trên đời. Việc đó khiến cậu bé Yuki vô cùng tuyệt vọng, cậu quyết định bỏ đi, cầm theo cái mũ lưỡi trai của Kyō mà cậu nhặt được. Trên đường chạy trốn, cậu đã giúp một cô bé bị lạc tìm về với mẹ, đồng thời tặng lại cô chiếc mũ. Cô bé ấy là Honda Tōru. Mặc dù Yuki đã chạy trốn không thành do căn bệnh hen suyễn bộc phát và bị đưa về nhà Sōma chữa trị, nhưng cậu không bao giờ quên việc mình đã giúp đỡ cô bé ấy.
Ở chương cuối cùng (tức chương 136) của manga, Yuki đã bảo với Tōru rằng cô giống như một người mẹ tinh thần của cậu. Cô bé đã giúp cậu thoát khỏi sự yếu đuối và nâng đỡ cậu, đối xử với Yuki như một "con người" thực sự.
Sōma Kyō (草摩 夾)
Là đối thủ của Yuki, luôn muốn đánh nhau với Yuki nhưng lần nào cũng thua. Kyō có cá tính mạnh mẽ, cộc cằn, ham đấu đá, ghét ăn hành tỏi, có những lúc lại chín chắn, suy tư. Khác với Yuki, Kyō rất giỏi về khoản nấu nướng. Kyō là cậu nam sinh phải chịu nhiều nỗi đau do mang phải lời nguyền nặng nhất trong 12 con giáp. Kyō không chỉ hóa thành mèo khi lại gần con gái mà còn trở thành một con quái vật khổng lồ, mang mùi hôi thối của tử thi nếu cậu đánh rơi chiếc vòng yểm bùa trên cổ tay vào ngày mưa.  Mặc cảm về bản thân mình nên cậu mới đầu chẳng bao giờ chịu kết bạn với ai, lúc nào mặt cũng cau có. Nhưng từ khi có sự xuất hiện của Tōru, Kyō đã dần dần thay đổi, ngày một hiền hòa hơn và hay cười hơn. Tōru không xa lánh Kyō và luôn tìm cách phá giải lời nguyền cho gia đình Sōma, nhất là Kyo. Hồi còn nhỏ, Kyō bị bố hắt hủi và bị ông ta đổ tội cho việc mẹ cậu tự tử. Trong một lần ngồi buồn bã ở bãi đất trống sau giờ học, Kyō tình cờ gặp Honda Kyoko, mẹ của Tōru. Cậu không muốn tiết lộ tên thật nên bà đặt biệt danh cho cậu là "Jari" (nghĩa là viên sỏi). Vì Kyoko từng có một tuổi thơ bất hạnh nên bà rất hiểu cảm giác của cậu, nhờ có Kyoko, Kyō mới cảm thấy những tội lỗi của mình đã được tha thứ. Trong một lần Kyō gặp Kyoko, bà kể với cậu bé là Tōru đã đi lạc. Kyō liền trấn an bà, hứa sẽ đi tìm và bảo vệ cô bé, đó là "lời hứa của một người đàn ông". Tuy vậy, người tìm được Tōru và dẫn cô về nhà lại là Yuki. Điều ấy càng làm Kyō thêm căm tức, từ đó cậu không muốn gặp bà Kyoko nữa. Trước lúc giận dỗi bỏ đi, Kyō quay lại nhìn và thấy bà Kyoko cầm chiếc mũ lưỡi trai (do Yuki đội lên đầu Tōru trước đó), vẫy theo cậu và nói: "Đừng quên lời hứa của nhóc!" Nhiều năm sau, khi trở thành học sinh cấp ba, Kyō tình cờ gặp lại bà Kyoko nhưng lại không cứu được bà khỏi bị xe cán vì lo sợ bị biến thành mèo, cậu đã luôn day dứt vì điều đó. Trước khi chết, Kyoko nhận ra mái tóc màu cam của Kyo, bà thều thào bảo: "... Tôi chắc chắn sẽ không tha thứ cho cậu!" Thật ra câu đầy đủ của bà là: "Tôi sẽ không tha thứ nếu cậu không bảo vệ Tōru như đã hứa." Vì mặc cảm tội lỗi, Kyō đã từ chối tình cảm của Tōru dù cậu rất yêu cô. Nhờ có Uotani, Hanajima cùng Yuki động viên, Kyō mới hiểu ra tình cảm thực sự của mình dành cho Tōru, sau đó hai người quyết định ở bên nhau suốt đời. Ở chương 135, cậu và Tōru đã đi thăm mộ Kyoko, trước khi ra về, cậu bảo rằng sẽ dành cả đời để bảo vệ cô, làm tròn lời hứa ngày xưa với bà. Cuối truyện, Kyō quyết định trở thành sư phụ dạy võ ở một thành phố xa xôi và kết hôn với Tōru. Họ có con cháu sum vầy và sống hạnh phúc bên nhau với tình yêu trọn vẹn.

## Sản xuất
Tựa đề của bộ truyện lấy từ một trò chơi của trẻ con, Fruits Basket (フルーツバスケット furūtsu basuketto), trong đó người chơi ngồi trên ghế thành vòng tròn bao quanh quản trò, quản trò đặt tên từng người theo tên của một loại trái cây; khi quản trò gọi tới tên của trái cây nào thì người tương ứng phải đứng dậy và tìm chỗ ngồi mới. Khi nhân vật chính, Honda Tōru, lần đầu chơi trò này ở trường mẫu giáo, cô lại không được đặt theo tên của một loại trái cây, mà lại là một loại món ăn "onigiri" (cơm nắm) bởi bạn mình, người không muốn cô bé được tham gia. Tuy nhiên, Tōru, nghĩ rằng cơm nắm rất ngon, không nhận ra rằng người bạn kia đã cố tình loại mình khỏi trò chơi; khi trò chơi kết thúc, và tên của tất cả người khác đã được gọi trừ mình ra, Tōru mới nhận ra rằng cơm nắm không phải là một loại trái cây, và rằng mình không hề nằm trong trò chơi.
Tōru so sánh trò chơi này với gia tộc nhà Soma, và xem mình không thuộc về thế giới của họ cũng như cơm nắm nằm trong giỏ trái cây. Ở tập 1 manga, sau khi Yuki và Kyo đưa cô trở về từ nhà ông ngoại mình, Tōru dần cảm thấy mình là một phần trong gia đình Soma; sau đó, cô tưởng tượng cảnh mình khi còn nhỏ cuối cùng cũng nghe tên cơm nắm được gọi đến trong trò chơi, thầm nhủ mình rốt cuộc đã tìm được nơi mà mình thuộc về.
Takaya Natsuki đặt tên hầu hết 12 thành viên con giáp nhà Somas theo tên gọi các tháng trong bộ lịch âm dương cổ của người Nhật tương ứng với con giáp của họ. Với ngoại lệ là Kureno và Momiji, khi tên của hai nhân vật này bị vô tình tráo đổi cho nhau; Kyo, con giáp mèo, không thuộc các con giáp nên không theo quy luật đặt tên trên. Tên của Yuki cũng không theo quy tắc đó, bởi cô nghĩ ra tên cho cậu trước khi quyết định tên của các nhân vật còn lại.

## Truyền thông

### Manga
Ban đầu, 136 chương Fruits Basket được xuất bản tại Nhật Bản bởi Hakusensha trong Hana to Yume từ tháng 7 năm 1998 đến tháng 11 năm 2006. Sau đó truyện được tập hợp lại đóng thành 23 quyển tankōbon xuất bản từ ngày 19 tháng 1 năm 1999 đến ngày 19 tháng 3 năm 2007. Vào 4 tháng 9 năm 2015, hai tập đầu Fruits Basket: Collector's Edition (愛蔵版 フルーツバスケット Aizōban Furūtsu Basuketto) được phát hành tại Nhật Bản dưới ấn hiệu Hana to Yume Comics Special. Quyển thứ 12th và cũng là cuối cùng phát hành vào ngày 20 tháng 7 năm 2016.
Bản tiếng Anh được cấp phép tại Bắc Mỹ và Anh Quốc bởi Tokyopop và tại Singapore bởi Chuang Yi. Phiên bản Singapore sau đó được cấp phép nhập khẩu tại Úc và New Zealand bởi Madman Entertainment. Có tổng cộng 23 trong tiếng Anh được phát hành tại Bắc Mỹ và Singapore. Bên cạnh đó, Tokyopop cũng cho ra mắt một box set bên tromg bao gồm 4 tập đầu vào tháng 10 năm 2007, và sau đó nhanh chóng tái phát hành trong "Ultimate Editions" gồm 2 tập liên tiếp trong một quyển bìa cứng lớn với hình bìa mới hoàn toàn. Tuy nhiên, phiên bản này mới đầu nhận nhiều ý kiến trái chiều từ độc giả, do nó đã chỉnh sửa lại 2 tập đầu mà không thay đổi số trang hoặc lỗi đã xuất hiện trước đó. Đến tháng 6 năm 2008, 6 bản Ultimate Editions được phát hành.  Sau đó Tokyopop ngừng xuất bản, series được tái cấp phép cho Yen Press, với kế hoạch phát hành truyện thành 12 bản omnibus edition tương tự như bản collector's editions của Hakusensha.
Chuang Yi cũng xuất bản tại Singapore một phiên bản chữ Hán giản thể song song bản tiếng Anh. Tại Châu Âu, Fruits Basket được cấp phép phát hành bản tiếng Pháp bởi Delcourt, tiếng Tây Ban Nha bởi Norma Editorial, tiếng Ý bởi Dynit, tiếng Hà Lan bởi Glénat, tiếng Đức và tiếng Thụy Điển bởi Carlsen Comics, tiếng Phần Lan bởi Sangatsu Manga, và tiếng Ba Lan (phiên bản Collector's Edition) bởi Waneko, và tiếng Đan Mạch bởi Mette Holm. Tại Mỹ Latinh, Editorial Vid phát hành trọn bộ series tại Mexico trong tiếng Tây Ban Nha, và Editora JBC phát hành trọn bộ trong tiếng Bồ Đào Nha tại Brazil từ tháng 4 năm 2005. Tại Việt Nam, series được Nhà xuất bản Trẻ phát hành chính thức trong tiếng Việt từ tháng 12 năm 2015.

#### Spin-offs
Ngày 4 tháng 9 năm 2015, series mới Fruits Basket another (フルーツバスケットanother) bắt đầu được đăng tải trong HanaLaLaOnline. Vào tháng 8 năm 2017, truyện chuyển sang xuất bản trên Manga Park. Ban đầu, Fruits Basket another được dự kiến sẽ kết thúc vào ngày 3 tháng 12 năm 2018, tuy nhiên, đến tháng 3 năm 2020, bộ truyện được thông báo sẽ trở lại với "chương thứ 13" (chia thành 3 phần) vào ngày 20 tháng 4 năm 2020 (ban đầu dự kiến là ngày 6 tháng 4). Phần thứ hai của "chương thứ 13" xuất bản ngày 4 tháng 5 năm 2020 và phần thứ ba của "chương thứ 13" phát hành vào tháng 9 năm 2020, đồng thời Takaya thông báo rằng đó "dự định" sẽ là chương cuối cùng của manga. Bộ tổng hợp truyện ra mắt ngày 19 tháng 8 năm 2016. Tính đến  ngày 20 tháng 3 năm 2019, ba tập đã được phát hành. Trong tháng 9 năm 2017, Yen Press thông báo về việc sở hữu bộ manga.
Một bộ truyện 3-chương, tựa Fruits Basket: Three Musketeers Arc (フルーツバスケット：マブダチ特別編 Furūtsu Basuketto Mabudachi Tokubetsu-hen) xuất bản trong Hana to Yume vào ngày 20 tháng 4, 5 tháng 6 và 5 tháng 7 năm 2019. "Mùa thứ 2" bắt đầu vào ngày 20 tháng 4 năm 2020. Chương thứ hai được xuất bản ngày 20 tháng 6. Chương ba và là chương cuối xuất bản vào ngày 5 tháng 8 năm 2020.
Yen Press thông báo về việc phát hành đồng loạt bản điện tử của bộ truyện. Các chương được đăng vào ngày 23 tháng 4, 6 tháng 6 và 9 tháng 7 năm 2019. Chương đầu tiên của Fruits Basket: The Three Musketeers Arc 2 xuất bản ngày 28 tháng 4. Chương thứ hai ra mắt ngày 22 tháng 6 năm 2020. Chương thứ ba phát hành ngày 5 tháng 8 năm 2020.

### Loạt phim truyền hình năm 2001
Fruits Basket đầu tiên có 26 tập, do hãng Studio DEEN cùng NAS sản xuất và Daichi Akitaro đạo diễn. Anime được phát sóng lần đầu trên kênh TV Tokyo từ ngày 5 tháng 7 năm 2001 đến 27 tháng 12 năm 2001. Một số phần trong cốt truyện bị thay đổi so với manga và minh họa khác đi, chẳng hạn như tính cách của Momiji và Shigure. Trong quá trình sản xuất, Daichi và Takaya xảy ra nhiều mâu thuẫn, bao gồm dàn diễn viên, chi tiết về màu sắc, và lỗi dẫn chuyện của Daichi, dẫn tới việc Takaya không thích bộ phim này. Ca khúc mở đầu và kết thúc do Ritsuko Okazaki trình bày. Trong đó ca khúc mở đầu có tựa đề "For Fruits Basket" (For フルーツバスケット For Furūtsu Basuketto) (trình bày vởi Meredith McCoy trong bản lồng tiếng Anh). Ca khúc kết thúc đầu tiên có tựa là "Chiisana Inori" (小さな祈り lit. "Lời cầu nguyện nhỏ") (trình bày bởi Laura Bailey trong bản lồng tiếng Anh). Ca khúc kết thúc thứ hai là "Serenade" (trình bày bởi Daphne Gere trong bản lồng tiếng Anh). Bản tiếng Anh do FUNimation lồng tiếng và trình chiếu trên Colours TV. Ngoài ra, Fruits Basket còn được trình chiếu trên kênh France 4 ở Pháp và Buzz Channel ở Tây Ban Nha. Ở Việt Nam, Fruits Basket được mua bản quyền và trình chiếu trên HTV3 với tên Hóa giải lời nguyền.
Fruits Basket được phát hành trong 9 đĩa DVD bởi hãng King Records, với đĩa đầu tiên chứa 2 tập và các đĩa còn lại chứa 3 tập phim mỗi đĩa. Các đĩa được phát hành từ ngày 29 tháng 9 năm 2001 tới 22 tháng 5 năm 2002, cứ mỗi tháng ra một đĩa. Và vào ngày 25 tháng 4 năm 2007, một bộ đĩa trọn 26 tập đã ra mắt người hâm mộ kèm theo một tấm thiệp ghi lời cảm ơn của tác giả Tayaka Natsuki, một quyển sách nhỏ 60 trang và 1 đĩa chứa các soundtrack của anime Fruits Basket.
Funimation chiếu bản lồng tiếng Anh trên kênh Funimation Channel cùng Colours TV và còn đăng ký bản quyền phát hành DVD cho Vùng 1. Ở đó, các đĩa DVD được FUNimation Entertainment phát hành dưới dạng từng đĩa đơn chứa 6-7 tập hoặc dạng cả bộ đĩa. Ngày 20 tháng 11 năm 2007, FUNimation lại một lần nữa phát hành bộ đĩa DVD mới như là một phần trong dòng sản phẩm giá rẻ Viridian. Lần phát hành này bao gồm cả 1 bộ boxset trọn phim được đóng trong một hộp mỏng và sau đó là phiên bản nâng chất lượng lên định dạng Blu-ray trong bộ đĩa tiêu chuẩn lẫn sưu tầm vào ngày 1 tháng 8 năm 2017. Ở Liên Hiệp Anh, FUNimation phát hành thông qua các hãng khác, cụ thể là MVM Entertainment và sau đó đổi sang Revelation Films. Revelation đã tái phát hành 4 tập đầu với nhãn hiệu của họ, và phát hành bộ đĩa boxset trọn 26 tập vào ngày 22 tháng 1 năm 2007. Ở vùng 4, bộ boxset được phát hành bởi hãng Madman Entertainment vào ngày 15 tháng 10 năm 2003.

### Loạt phim truyền hình năm 2019
Vào tháng 11 năm 2018 chuyển thể anime thứ 2 được công bố. Funimation thông báo rằng chuyển thể mới này sẽ được phát sóng từ tháng 4 năm 2019 và sẽ chuyển thể toàn bộ manga. Đối với phiên bản tiếng Nhật, theo yêu cầu của Takaya, nhân sự và dàn diễn viên được thay đổi, với hãng TMS Entertainment chịu trách nhiệm sản xuất. Ibata Yoshihide đạo diễn, Kishimoto Taku tổng hợp và Shindou Masaru thiết kế nhân vật. Ngược lại, ở bản lồng tiếng Anh vẫn giữ nguyên các diễn viên lồng tiếng đã tham gia ở the series Fruits Basket ban đầu. Mùa đầu tiên của phiên bản mới này gồm 25 tập phát sóng từ ngày 6 tháng 4 đến 21 tháng 9 năm 2019 trên TV Tokyo, TV Osaka, và TV Aichi. Ca khúc mở đầu cho các tập 1-13 là "Again" của Beverly. Ca khúc mở đầu thứ hai cho các tập 14-25 là "Chime" do Ai Otsuka trình bày. Ca khúc kết thúc cho các tập 1-13 là "Lucky Ending" của Vickeblanka. Ca khúc kết thúc thứ hai cho các tập 14-25 là "One Step Closer" do INTERSECTION trình bày. Funimation đã cấp phép phát sóng series trực tuyến và phát hành video tại gia.
Mùa thứ hai của phiên bản mới chiếu từ ngày 7 tháng 4 đến ngày 22 tháng 9 năm 2020. Ca khúc mở đầu cho các tập 26-38 là "Prism" của AmPm cùng Miyuna. Ca khúc mở đầu thứ tư của bộ phim cho các tập từ 39 trở đi là "Home" do Asako Toki trình bày. Ca khúc kết thúc cho các tập 26-38 là "ad meliora (acoustic mix)" của THE CHARM PARK. Ca khúc kết thúc cho cac tập từ 39 về sau là "Eden" do Monkey Majik trình bày.
Mùa thứ ba và cũng là cuối cùng, tựa Fruits Basket: The Final, phát sóng từ ngày 6 tháng 4 đến ngày 29 tháng 6 năm 2021.  Ca khúc mở đầu và ca khúc kết thúc thứ sáu lần lượt là "Pleasure", của WARPs UP, cùng "Haru Urara" của GENIC.
Phiên bản làm lại lần này là sự hợp tác của Funimation, để phát sóng bộ phim trên kênh Crunchyroll. Mighty Media đã mua bản quyền phát hành ở Đông Nam Á và Nam Á, chiếu trên Netflix cùng Animax Asia. Funimation còn giữ bản quyền phát hành định dạng video hộ gia đình. Crunchyroll phát sóng trực tuyến bản phụ đề tiếng Anh, trong khi Funimation phát trực tuyến bản lồng tiếng Anh. Tập 9 và 10 bị hoãn chiếu trên toàn thế giới do vướng lịch phát sóng của Giải quần vợt Pháp mở rộng ở Nhật Bản. Bản lồng tiếng Anh của Funimation bắt đầu phát sóng ở Australia trên kênh ABC Me từ ngày 19 tháng 6 năm 2020.

#### Phim tổng hợp (2022)
Một bộ phim tổng hợp có tên Fruits Basket -prelude- được công chiếu tại các rạp phim Nhật Bản vào ngày 18 tháng 2 năm 2022. Bộ phim này thuật lại nội dung của bản anime làm lại năm 2019. Phim cũng chứa một phân cảnh tiền truyện có tên Kyо̄ko to Katsuya no Monogatari, nội dung tập trung vào bố mẹ của Tohru, Kyо̄ko và Katsuya. Bài hát chủ đề trong phim là "Niji to Kite" thể hiện bởi Ohashi Trio.

### Các phương tiện truyền thông khác
Năm 1999, tạp chí Hana to Yume phát hành bộ drama CD Fruits Basket đặc biệt gồm 4 chương gốc xen giữa là những đoạn hội thoại ngắn. Ra mắt trước khi anime công chiếu, CD này thực hiện với dàn diễn viên lồng tiếng khác hoàn toàn. CD là một sản phẩm để quảng bá tác phẩm và hiện không còn được phát hành. Cùng với drama CD, còn có 2 CD âm nhạc cho Fruits Basket bán ra cùng thời điểm phát sóng anime, Memory for You và Four Seasons (còn biết đến với tên Song for Ritsuko Okazaki).
Takaya Natsuki đã vẽ một art book và hai fan book cho Fruits Basket. Quyển art book, gồm 101 trang minh họa, xuất bản bởi Hakusensha vào ngày 16 tháng 4 năm 2004. Quển fan book đầu tiên, Fruits Basket Fan Book - Cat (フルーツバスケットファンブック〈猫〉 Furūtsu Basuketto Fan Bukku (Neko)), bao gồm 192 trang tóm tắt nội dung truyện, thông tin về từng nhân vật, và hoạt động, phát hành ở Nhật vào ngày 19 tháng 5 năm 2005. Tokyopop xuất bản phiên bản tiếng Anh vào ngày 11 tháng 9 năm 2007. Quyển fan book thứ hai, Fruits Basket Fan Book - Banquet (フルーツバスケットファンブック/宴 Furūtsu Basuketto Fan Bukku /En), phát hành ở Nhật vào ngày 19 tháng 3 năm 2007 gốm 187 trang; quyển này sau đó được lên lịch phát hành bản tiếng Anh bởi Tokyopop vào ngày 27 tháng 4 năm 2010.
Fruits Basket có xuất hiện ở nhiểu sản phẩm thương mại khác, ví dụ như đồ chơi nhồi bông của các con giáp, lịch treo tường, quần áo, móc treo chìa khóa, wall scroll (chữ treo tường), cúc áo, tượng nhỏ, và dụng cụ học tập. Một bộ trò chơi thẻ sưu tập dựa theo bộ truyện do Score Entertainment phát hành còn có thể được dùng để chơi Dai Hin Min hay các trò chơi khác.
Năm 2008, nhóm nam nghệ sĩ sân khấu Gekidan Studio Life thông báo về việc biểu diễn bản sân khấu chuyển thể của Fruits Basket, chỉ sử dụng các diễn viên sẽ lần đầu ra mắt khán giả. Vở diễn kéo dài 2 tuần tại sân khấu Galaxy ở Tokyo từ ngày 25 tháng 2 năm 2009.

## Nhạc phim
Ca khúc chủ đề (2001)
- Mở đầu: ""For Fruits Basket" (For フルーツバスケット? tạm dịch "Dành tặng Fruits Basket") do Okazaki Ritsuko trình bày
- kết thúc: "Chiisana inori" (小さな祈り tạm dịch "Lời nguyện cầu nhỏ bé"?) trình bày bởi Okazaki Ritsuko
- Kết thúc: "Serenade" (セレナーデ tạm dịch "Khúc nhạc chiều"?) trình bày bởi Okazaki Ritsuko

Ca khúc chủ đề (2019)
- Mở đầu: "Again" bởi Beverly (tập 1-13)
- Mở đầu: "Chime" Otsuka Ai (tập 14-)
- Kết thúc: "Lucky Ending" bởi Vickeblanka (tập 1-13)
- Kết thúc: "One Step Closer" bởi INTERSECTION (tập 14-)[90]

## Đón nhận

### Manga
Manga Fruits Basket nằm trong top các bộ truyện tranh ở cả Nhật và Mỹ. Hơn 18 triệu bản được bán ra ở Nhật. Đây là tác phẩm bán chạy nhất của Tokyopop, với hơn 2 triệu bản bán ra tính tới năm 2006. Tập 15 bản tiếng Anh từng leo lên vị trí thứ 15 trong danh sách 150 quyển sách bán chạy nhất của USA Today, vị trí cao nhất từng đạt được của một quyển manga tại Mỹ. Tập 18 ra mắt ở vị trí cao nhất trong danh sách bán ra của Nielsen BookScan, trong khi quyển thứ 19 là tiểu thuyết đồ họa bán chạy thứ hai trong tháng 3 năm 2008. Mặc cho thị trường manga tiêu thụ chậm, Fruits Basket vẫn giữ vị trí thứ hai về tổng doanh số bán ra của các nhà in năm 2007. Tập cuối cùng bản tiếng Anh là manga bán chạy nhất của New York Times từ 28 tháng 6 đến 25 tháng 7, đi từ vị trí số #2 lên số #1 trong danh sách của tuần 19–25 tháng 7. Tập này rớt xuống vị trí thứ hai ở tuần sau đó, và xuống thứ tư trong tuần ngày 8 tháng 8. Tập cuối cùng tiếp tục nằm trong danh sách bán chạy 12 tuần liền.
Fruits Basket nhận Giải Kodansha Manga nằm 2001 ở hạng mục shōjo manga và giải "Manga hay nhất" tại Giải American Anime năm 2007.
Các nhà phê bình đánh giá cao cốt truyện Fruits Basket là có trí tuệ, với việc ngay cả tập 1 với không khí nhẹ nhàng cũng vẫn có thể gợi ý những thứ đen tối hơn ở phía sau khiến độc giả "đặt câu hỏi cho tất cả những gì đã diễn ra." Một số cảm thấy truyện tiến sát tới việc làm người đọc quá tải với cảm xúc lo âu ở những tập về sau, và chất vấn về số lượng các bậc cha mẹ tệ bạc xuất hiện trong bộ truyện. Như một nhà phê bình viết: "trong thế giới Fruits Basket, số lượng cha mẹ tốt cũng giống như số lương chim cánh cụt ở hoang mạc Sahara vậy—mội người làm cha mẹ trong truyện hoặc vô tâm, hoặc nghiêm ngạt đết ngột thở, vô cảm, bạo hành, mất phương hướng, hoặc đã chết."
Khi truyện tiếp diễn, sự thật về việc đây là một trong số những bộ manga nổi tiếng nhất Nhật Bản dần trở nên rõ ràng. Các nhân vật nhận được rất nhiều sự yêu mến. Bạn trải qua mọi cung bậc cảm xúc cùng họ, cả những khi họ vui hay những lúc họ vật lộn trong đau khổ. Nhịp độ câu chuyện hoàn hảo. Sự pha trộn tốt các yếu tố hài hước, truyện bên lề vui vẻ, drama và hành đong (mỗi thứ cho mọi người). Thêm vào đó, Fruits Basket còn gợi cảm giác thân thuộc với độc giả. Với nhiều tính cách khác nhau cùng nhiều dấu ấn đặc trưng của từng con giáp, luôn có một cá tính mà độc giả có thể liên hệ tới bản thân. Có rất ít các tác phẩm có thể làm tốt những điều đó, Fruits Basket đã tập hợp các khía cạnh đó lại và tạo nên một món ăn tuyệt vời ...— Eduardo M. Chavez, AnimeOnDVD.com

Đặc biệt, phong cách vẽ của Takaya được đánh giá cao trong giới phê bình, nhất là kỹ năng vẽ chi tiết, đổ bóng, hướng sáng để làm nổi bật tâm trạng và cảm xúc nhân vật mà không cần dùng tới lời thoại của Takaya.
Thế mạnh của Takaya Natsuki không phải là nét vẽ đẹp—mặc dù đúng là như vậy, từ các nhân vật xinh đẹp cho đến từng họa tiết tinh xảo trên trang phục của họ—mà là cách nét vẽ của cô truyền đạt tâm trạng và cảm xúc. Không chỉ thỏa mãn với biểu cảm gương mặt, dù cho thực tế cô đã làm điều này rất tốt, Takaya còn đặc biệt mạnh về việc sử dụng hiệu ứng ánh sáng để khắc họa tâm trạng nhân vật ... Các chi tiết của cảm xúc nhân vật—sự khác biệt trong cảm xúc nội tâm và biểu cảm bên ngoài của Tohru, cảm xúc giận dữ tột độ của Kyo đối với Tohru—không những có thể cảm nhận được và còn nhìn thấy được, tất cả điều đó đều không cần dùng tới một từ nào.— Carl Kimlinger, Anime News Network

Trong Manga: The Complete Guide, Jason Thompson chấm bộ truyện 3.5/4.0 sao. Mặc dù nhận thấy truyện "buồn đến bất ngờ" và khen ngợi phần xây dựng nhân vật, anh cảm thấy manga này "không quá đặc sắc hay đẹp xuất chúng". Về tổng thể, anh xem tác phẩm này "là một manga lôi cuốn, như một giấc mơ u sầu ngọt ngào." Một yếu tố đóng góp cho sự thành công của Fruits Basket ở các nước nói tiếng Anh là việc truyện được bán tại các hiệu sách thay vì cửa hàng sách comic, nơi được xem là bị thống trị bởi độc giả nam giới.

### Anime
Anime chuyển thể Fruits Basket cũng nhận được sự chào đón từ khán giả, đứng thứ ba trong danh sách các bộ anime nổi bật của Anihabara tại Nhật vào tháng 2 năm 2002. Vào số tháng 6 năm 2002 của tạp chí Animage, bộ phim đứng đầu trong danh sách 20 anime hay nhất tại Nhật. Năm 2006, 5 năm sau khi phim kết thúc phát sóng tại Nhật, anime này xếp thứ 93 trong danh sách các bộ phim được yêu thích nhất tại Nhật của TV Asahi. Năm 2001, anime Fruits Basket còn thắng giải Animage tại Anime Grand Prix. Các nhà phê bình tại Animerica cảm thấy anime này có điểm tương tự như Ranma ½ về phần mở đầu và âm nhạc trong phim. Julie Davis nhận thấy các nhân vật phim "đẹp một cách sơ thiển" và "gọn gàng như thể cắt ra từ giấy" với "đôi mắt rất, rất to", dù vậy cô vẫn thích phần thiết kế các hình dạng các con giáp khi họ biến hình và cho rằng chúng "dễ thương và đáng yêu". Một đồng nghiệp khác của cô là Urian Brown lại không đồng tình với ý kiến đó, cho rằng "các nhân vật được thiết kế theo phong cách trơn nhẵn cổ điển" đồng thời cảm thấy phần hoạt họa đã được làm "chỉn chu". Dù chỉ bao quát một phần của manga, các nhà phê bình cảm thấy kết thúc phim dẫn câu chuyện tới một điểm dừng tốt đẹp mặc dù rõ ràng là còn nhiều điều mà nhà Soma và Tohru còn phải đối mặt, bao gồm lời nguyền và lựa chọn của Tohru giữa Kyo và Yuki. Mặc dù một số cảm thấy câu chuyện thiếu sự phát triển, họ vẫn đánh giá cao bộ phim ở điểm mạnh về mố qua hệ giữa các nhân vật. Allen Divers từ Anime News Network gọi phim là "một chuyến tàu lượn giữa nhiều cung bậc cảm xúc" ẩn giấu "một câu chuyện sâu sác và tràn đầy tình người" đằng sau sự hài hước, nhấn mạnh thêm rằng anime này giúp khám phá nhiều "khía cạnh cảm xúc."
Vào tháng 4 năm 2005, Funimation Entertainment khởi xướng một dự án kêu gọi người tham gia gấp 1000 con hạc giấy origami. Theo truyền thuyết dân gian Nhật Bản, gấp 1000 con hạc giấy sẽ ban cho một điều ước. Đến khi hoàn thành ít nhất 1000 con hạc, Funimation đã gửi chúng cùng hình chụp sự kiện tới Studio Deen và Hakusensha để thuyết phục công ty sản xuất phần hai cho anime Fruits Basket. Người hâm mộ đã hoàn thành mục tiêu 1000 con hạc vào sự kiện cuối năm 2005, góp phần kết thúc 13 năm ròng rã và đưa đến việc công bố anime Fruits Basket mới vào năm 2018.

### Manga
- Trang web chính thức của Fruits Basket, Hakusensha Lưu trữ ngày 18 tháng 2 năm 2008 tại Wayback Machine (tiếng Nhật)
- Trang web chính thức của Fruits Basket, TOKYOPOP Lưu trữ ngày 22 tháng 5 năm 2008 tại Wayback Machine (tiếng Anh)
- Trang web chính thức của Fruits Basket, Chuang Yi Lưu trữ ngày 28 tháng 8 năm 2009 tại Wayback Machine (tiếng Anh)
- Trang web chính thức của Hakusensha manga Fruits Basket another (bằng tiếng Nhật)
- Fruits Basket (manga) tại từ điển bách khoa của Anime News Network

### Anime
- Fruits Basket ở trang web của TV Tokyo (tiếng Nhật)
- Trang web chính thức của anime Fruits Basket (2001) Lưu trữ ngày 16 tháng 4 năm 2008 tại Wayback Machine
- Trang web chính thức của anime Fruits Basket (2019) (bằng tiếng Nhật)
- Trang web chính thức tiếng Anh của anime Fruits Basket (2019)
- Fruits Basket (anime) tại từ điển bách khoa của Anime News Network
- Fruits Basket (2019) (anime) tại từ điển bách khoa của Anime News Network
- https://web.archive.org/web/20130806085032/http://htv3.tv/program/110-hoa-giai-loi-nguyen.html